# I. B třída Karlovarského kraje
I. B třída Karlovarského kraje patří společně s prvními B třídami mezi 7. nejvyšší fotbalové soutěže v České republice. Je řízena Karlovarským krajským fotbalovým svazem. Hraje se každý rok od léta do jara se zimní přestávkou. Ligu hraje celkem 56 týmů rozdělených na 4 skupiny (A, B, C, D) na stejné úrovni. Všechny čtyři skupiny (každá po čtrnácti týmech) mají stejný systém, hraje každý s každým 2krát (jednou na domácím hřišti a jednou na hřišti soupeře), hraje se tedy 26 kol. Do vyšší soutěže postupují vítězové skupin. Do nižší naopak sestupují poslední dva z každé části.

## Vítězové

### 1. B třída
| Ročník    | Vítězný tým                                         |
| --------- | --------------------------------------------------- |
| 2003/2004 | TJ Nové Sedlo                                       |
| 2004/2005 | TJ Baník Královské Poříčí                           |
| 2005/2006 | FK Baník Sokolov „B“                                |
| 2006/2007 | DDM Stará Role „B“                                  |
| 2007/2008 | TJ Sokol Citice                                     |
| 2008/2009 | TJ Spartak Chodov „B“                               |
| 2009/2010 | TJ Sokol Lipová                                     |
| 2010/2011 | FK Nejdek                                           |
| 2011/2012 | FK Skalná                                           |
| 2012/2013 | FK SMB Bochov                                       |
| 2013/2014 | FK Olympie Březová „B“                              |
| 2014/2015 | FK Loket                                            |
| 2015/2016 | FK Ostrov „B“                                       |
| 2016/2017 | 1. FC Karlovy Vary „B“                              |
| 2017/2018 | TJ Sokol Drmoul                                     |
| 2018/2019 | TJ Skalná                                           |
| 2019/2020 | FK Hvězda Cheb „B“ - Nedohráno z důvodu Covid-19    |
| 2020/2021 | TJ Karlovy Vary-Dvory - Nedohráno z důvodu Covid-19 |
| 2021/2022 | FK Baník Sokolov „B“                                |
| 2022/2023 | TJ Jiskra Březová                                   |
| 2023/2024 |                                                     |